# Gyroflug SC01
Dimensions
Le Gyroflug SC01 Speed Canard est un avion de sport biplace monomoteur à propulsion arrière avec plan canard à l'avant. Son fuselage est en fibres de verre et en matériaux composites.